# Carlos Pérez-Desoy Fages
Carlos Pérez-Desoy Fages (Gerona, 7 de julio de 1962) es un diplomático español. Es Embajador de España en Andorra (desde 2023).

## Carrera diplomática
Nació en Gerona. Su abuelo fue el escritor Carles Fages de Climent, destacado narrador, poeta y dramaturgo, una de cuyas obras Las brujas de Llers fue ilustrado por Salvador Dalí. 
Compatibilizó sus estudios universitarios de Derecho (1980-1985) y Filosofía (1981-1986) en la Universidad de Barcelona. Tras obtener ambas licenciaturas, estudió la lengua china en la Escuela Oficial de Idiomas de Barcelona (1981-1986), realizó un máster en Estudios Internacionales en el Centro de Estudios Internacionales de Barcelona (1988) e ingresó en la Escuela Diplomática (1988).
Comenzó su carrera diplomática trabajando como Director de Asuntos Generales en la Dirección General de África y Medio Oriente, en el Ministerio de Asuntos Exteriores y de Cooperación (marzo-agosto de 1989). Para posteriormente, desempeñar diversos puestos diplomáticos en las embajadas de España en: Pekín (R.P. China, 1989-1991); Kingston (Jamaica, 1991-1994); Nueva York (Naciones Unidas,1994-1998). De regreso a Madrid, ocupó los siguientes cargos en el Ministerio de Asuntos Exteriores: Jefe adjunto del Gabinete técnico del Secretario General de Política Exterior y para la Unión Europea, en la Secretaría de Estado para la Unión Europea (1998-1999); Director de la Unidad Internet-Oficina de Información Diplomática (1999-2000), y Subdirector general de Cancillería (2010-2016).
Y de nuevo en el exterior fue: Cónsul General de España en La Habana (2000-2003; 2016-2020); Consejero de la Embajada de España en Italia (2003-2006), en la Embajada de España en Cuba (2006-2011), y Cónsul general de España en Salvador de Bahía (2020-2023). Precisamente en el Estado de Bahía, Pérez-Desoy suscribió un acuerdo entre las autoridades locales brasileñas y el Instituto Cervantes para implementar la enseñanza del español como segundo idioma extranjero en esa región que beneficiará, en su fase inicial, a 40.000 alumnos de la red de educación pública brasileña.
Es el embajador de España en Andorra (desde 2023).